# Setter irlandais rouge et blanc
Pour les articles homonymes, voir Setter irlandais.
Le setter irlandais rouge et blanc est une race de chien originaire d'Irlande. C'est un chien d'arrêt avec une robe soyeuse de couleur blanche nettement tachée de rouge. D'origine similaire au setter irlandais rouge, c'est un chien de chasse en plaine.

## Historique
Le setter irlandais rouge et blanc est un chien de chasse utilisé en Irlande depuis au moins le XVIIe siècle. Existant bien avant le setter irlandais rouge, le rouge et blanc est rapidement éclipsé par la popularité de son cousin unicolore. Le setter irlandais rouge et blanc est introduit en France à la fin du XIXe siècle et le premier standard est rédigé vers 1885. Au bord de l’extinction, l'élevage reprend finalement dans les années 1920.

## Standard

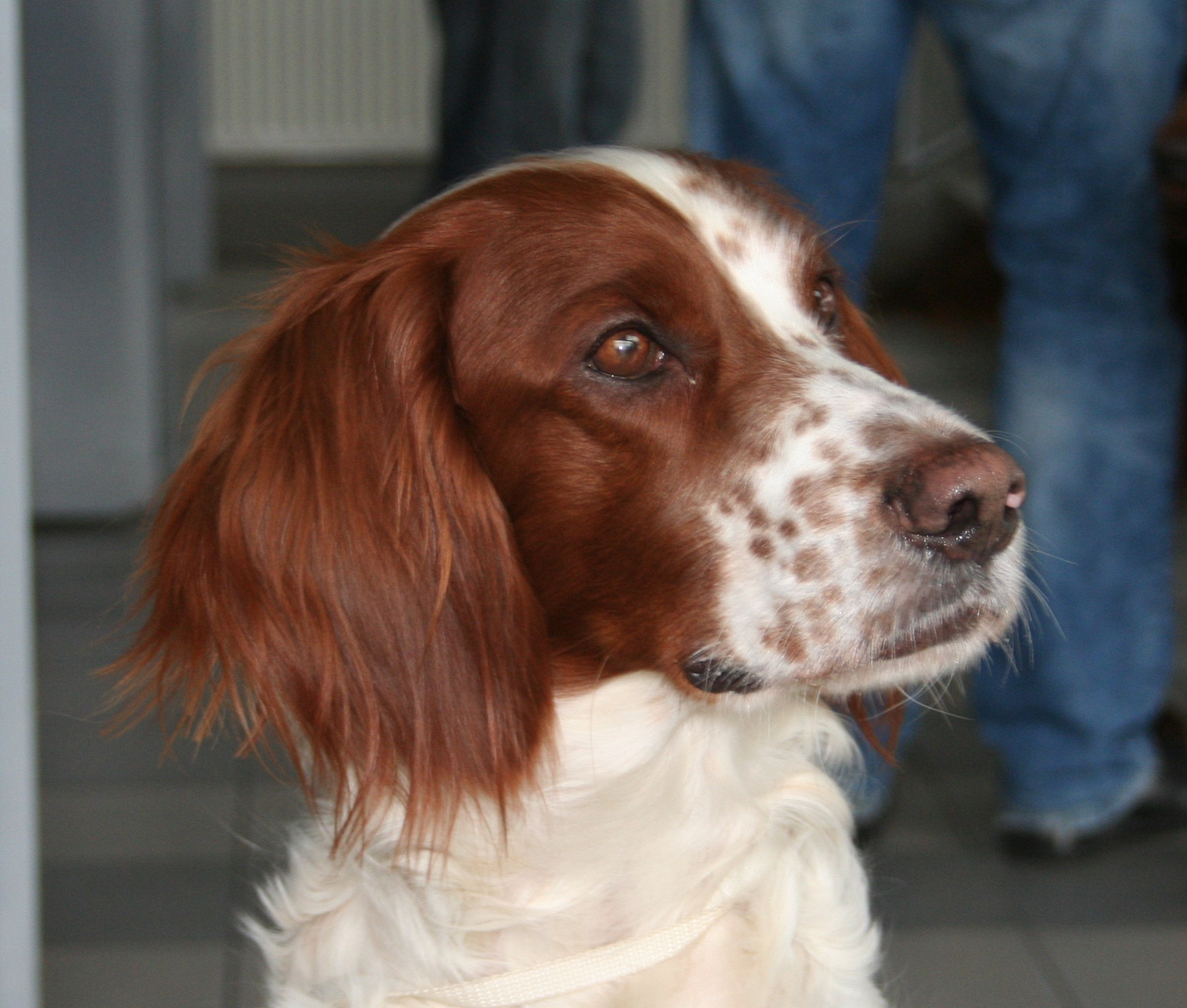
Portrait d'un setter irlandais rouge et blanc. Les truitures sont admises sur la face.

Le setter irlandais rouge et blanc est un chien d'arrêt de grande taille, de constitution puissante et musclée. Le dos est fort et musclé, la poitrine bien descendue avec les côtes cintrées : elle est plus arrondie que celle du setter irlandais rouge. La queue ne descend pas plus bas que le jarret. Forte à l'attache, elle va en s'amenuisant progressivement en une pointe fine. Elle est portée horizontale ou plus bas. La tête est large en proportion du corps avec un crâne en dôme sans protubérance occipitale et un stop bien visible. Le museau est carré. Les yeux ovales sont légèrement proéminents, de couleur noisette foncé ou brun foncé. Les oreilles tombantes sont attachées au niveau des yeux.
Le poil est long et soyeux à l'arrière des membres et sur la partie externe de l'oreille. Le flanc et la poitrine sont bien fournis en poils. Ces derniers forment des franges droites, plates. Une légère ondulation est permise. La queue est bien frangée. Le poil est court, plat et exempt de boucles sur toutes les autres parties du corps. La robe est blanche nettement marquée de taches de rouge uni. Les couleurs doivent être aussi éclatantes que possible. Les truitures sont admises sur la face, les pieds, les membres antérieurs jusqu'à la hauteur du coude et les membres postérieurs jusqu'à la hauteur du jarret.

## Caractère
Le setter irlandais rouge et blanc est décrit dans le standard FCI comme un chien vif et éveillé, gentil et amical et cependant déterminé et courageux.

## Utilité
Le setter irlandais rouge et blanc est un chien d'arrêt pour la chasse en plaine,,. Il est considéré comme plus sérieux et appliqué que le setter irlandais rouge. En Irlande, il est préféré au rouge car son caractère est plus calme et que sa robe est plus visible en automne.
Le setter irlandais rouge et blanc est également un chien de compagnie très agréable du fait de son tempérament doux, mais il doit pouvoir bénéficier de sorties régulières et si possible à la campagne.

## Entretien
Le setter irlandais rouge et blanc est sujet au retournement de l'estomac et il est donc conseillé de fractionner la ration journalière en deux repas.